# Інцидент із збиттям літака в Абхазії 2007 року
Інцидент зі збиттям літака в Грузії в 2007 році відноситься до можливого збиття зенітною системою Грузії військового літака, який порушив повітряний простір Грузії 21 серпня 2007 року. У Грузії досі не підтверджують, чи був збитий літак. Уряд Абхазії, що відколовся, заявив, що літак розбився, і відкинув твердження про те, що він був збитий.

## Реакції та погляди

### Грузія
На офіційному сайті МЗС Грузії оприлюднена заява, що 21 серпня винищувач, який вилітав з Росії, двічі порушив повітряний простір Грузії в абхазському регіоні, що відкололася. Далі повідомлялося, що грузинські зенітні системи відстежували вторгнення і що офіційна нота протесту з вимогою пояснень була направлена до МЗС Росії. За даними Грузії, літаки летіли зі швидкістю від 450 до 490 км/год (близько 280-300 миль/год). Хоча спочатку здавалося, що другий подібний інцидент стався 22 серпня, пізніше виявився той самий інцидент, що й 21 серпня.
24 серпня високопоставлений посадовець грузинського уряду заявив, що грузинські війська обстріляли нібито російський літак. Він не зміг підтвердити, чи був збитий літак, але додав, що горить сусідній ліс у Кодорській ущелині (Верхня Абхазія), а речник МВС Грузії Шота Утіашвілі сказав, що жителі повідомили, що чули «вибух». після того, як грузинські війська обстріляли літак. Для перевірки того, чи був збитий літак, направлені слідчі. Грузинські чиновники заявили, що про можливе збиття раніше не повідомлялося, оскільки вони ще перевіряють інформацію.
26 серпня на сайті міністерства закордонних справ Грузії оприлюднили заяву про те, що з 20 по 22 серпня радари Міноборони та очевидці спостерігали за «безперервним порушенням повітряного простору Грузії» у Верхній Абхазії.  Утіашвілі пояснив, що «ці літаки прибули з Росії та повернулися до неї, тому ми вважаємо, що це були російські літаки. Тому ми хочемо, щоб Росія взяла участь у розслідуванні». Заступник міністра закордонних справ Грузії Георгій Манджгаладзе раніше заявив, що Грузія близька до участі в програмі НАТО, яка інтегрує радарну систему Грузії в систему НАТО. Це дасть альянсу більше інформації про повітряний простір Грузії та допоможе встановити правду, якщо подібні інциденти відбудуться.

### Росія
Міністерство оборони Росії відкинуло звинувачення, а генерал Юрій Балуєвський відкинув заяву Грузії про порушення російськими літаками її повітряного простору як «галюцинації», оскільки «бойові літаки не літають з такою швидкістю». Навіть гелікоптери літають лише з трохи меншою швидкістю». Росія також припустила, що грузинські лідери сфабрикували інциденти, щоб зірвати заплановані консультації щодо Південної Осетії.
26 серпня Міністерство оборони Росії рішуче заперечило, що російські літаки порушили територію Грузії, посилаючись на звинувачення Грузії в тому, що російські літаки постійно порушували повітряний простір Грузії протягом 20–22 серпня. Олександр Дробишевський зазначив, що «всі наші літаки були на аеродромах у той момент, коли відбулося нібито вторгнення в повітряний простір Грузії», – зазначив він. Він додав, що літаки ВПС «не робили жодних польотів у цьому районі».

### Абхазія
Фактичний міністр закордонних справ Абхазії Сергій Шамба 26 серпня підтвердив, що цього тижня над її територією впав невідомий літак, і сказав, що він вважає, що це грузинський або, можливо, навіть американський літак-розвідник. Він також додав, що літак «у минулому неодноразово порушував наш повітряний простір. Впало само собою, ніхто його не збивав». За його словами, літак прилетів з Чорного моря і спустився в горах Верхньої Абхазії.